# Conophorus glaucesens
Conophorus glaucesens är en tvåvingeart som först beskrevs av Friedrich Hermann Loew 1863.  Conophorus glaucesens ingår i släktet Conophorus och familjen svävflugor. Inga underarter finns listade i Catalogue of Life.